# 梁方仲
梁方仲（1908年7月19日—1970年5月18日），原名嘉官，笔名方翁、方仲、畏人，廣東省番禺縣黄埔村（今属廣州市）人。中國經濟史學家。毕业于清华大学经济系和研究院。中山大學歷史系“八大教授”之一，中國社會經濟史學的奠基者之一。

## 生平
梁方仲出身书香世家，小时候入私塾读四书五经，奠定了良好的国学基础。梁方仲的父亲梁广照，是清朝广东十三行天宝行商梁经国的四世孙（前三代分别是翰林和举人），光绪二十六年（1900年）至宣统二年（1910年）历任清政府的法部、刑部典狱司主事、宥恤司司副、举叙司员外郎等职。
1921年梁方仲到北京讀書，1930年畢業於國立清華大學經濟系本科，同年考入清華大學研究院經濟系，主修財政學，專攻明代田賦史，撰寫《明代田賦制度》碩士論文，1933年獲法學碩士學位。
1934年2月，入中央研究院社会科学研究所，仍以明代田赋制度为研究课题。同年5月，与吴晗等人在北平组成史学研究会，并出版《中国社会经济史集刊》，梁方仲任《集刊》主编。1937年6月到日本进行学术考察，发现和抄录不少罕见的明代方志和明人文集中的资料。1939年在川、陕、甘进行8个月的农村经济调查，期间曾参观访问延安。1944年到美国考察，被哈佛大学聘为专职研究员，1947年转赴英国，入伦敦政治经济学院从事研究工作。翌年代理中央研究院社会科学研究所所长。1949年3月任广州嶺南大學經濟系教授兼經濟系主任。1950年代岭南大学与中山大学合并后，任中山大学历史系教授。
1970年5月18日，梁方仲在广州病逝。

## 著作
梁方仲被譽為“明代賦役制度的世界權威”，著作有《一條鞭法》、《明代糧長制度》、《中國歷代戶口、田地、田賦統計》、《梁方仲經濟史論文集》等書。
其社會經濟史研究成果，至今仍是全世界相關研究領域的翹楚。其著作《一條鞭法》，被翻譯成多國文字，公認是此領域最高成就，《明代糧長制度》、《中國歷代戶口、田地、田賦統計》等書，仍是相關研究人員必須引用的重要文獻。2002年11月23日，梁家後人將梁方仲先生畢生收藏之五千八百多種、一萬五千餘冊圖書和手稿捐贈給中山大學圖書館。

## 家庭
- 子：梁承邺[4]

## 延伸阅读
- 梁承邺，无悔是书生——父亲梁方仲实录，中华书局，2016年3月